# اداره اصلی اطلاعات
اداره کل اطلاعات ستاد کل نیروهای مسلح فدراسیون روسیه یا گ. ئو (G.U) (روسی: Гла́вное разве́дывательное управле́ние، آوانگاری Glavnoye razvedyvatel'noye upravleniye؛ IPA: [ˈglavnəjə rɐzˈvʲɛdɨvətʲɪlʲnəjə ʊprɐˈvlʲenʲɪjə]) که با نام پیشینش یعنی اداره کل اطلاعات با سرنام گیرو (روسی: ГРУ؛ IPA: [ɡiˈru]) نیز شناخته می‌شود، سازمان اطلاعات نظامی روسیه است. گ. ئو سازمان‌های تابعه خود و نیز نیروهای ویژه ستاد کل یعنی اسپتسناز را کنترل و رهبری می‌کند.
برخلاف دیگر سازمان‌های اطلاعاتی روسیه نظیر سرویس اطلاعات خارجی(SVR)، سرویس امنیت فدرال (FSB) و سرویس حفاظت فدرال (FSO) که مستقیماً به رئیس‌جمهور روسیه گزارش می‌دهند، اداره کل اطلاعات، تابع فرماندهی نظامی این کشور بوده و به وزیر دفاع و رئیس ستاد مشترک نیروهای مسلح روسیه گزارش می‌دهد.
این اداره به عنوان بزرگترین سازمان اطلاعات خارجی روسیه شناخته شده و به خاطر اجرا کردن «عملیات‌های پیچیده و با ریسک بالا»، از میان دیگر سازمان‌ها و سرویس‌های امنیتی و اطلاعاتی روسیه تمایز یافته‌است. بنابر گفته‌های تاییدنشده استانیسلاو لونف، از افسران رده بالای این سازمان که به ایالات متحده پناهنده شد، در سال ۱۹۹۷، تعداد نیروهای بکار گرفته شده در خارج از کشور توسط اداره کل اطلاعات ۶ برابر تعداد نیروهای سرویس اطلاعات خارجی در کشورهای دیگر بوده‌است. همچنین بیش از ۲۵۰۰۰ نیروی اسپتسناز بصورت مستقیم تحت فرماندهی این سازمان فعالیت داشته‌اند.

## ساختار سازمانی

### ساختار سازمان در ۱۹۹۷
اداره کل اطلاعات در چندین اداره و بخش سازماندهی شده‌است. مطابق با اطلاعات به دست آمده، این سازمان در سال ۱۹۹۷ از حداقل ۱۲ ادارهٔ شناخته شده و تعدادی دپارتمان کمکی دیگر تشکیل شده‌است.
- ادارهٔ اول مسئول کسب اطلاعات از اروپا بوده‌است.
- ادارهٔ دوم از نظر جغرافیا در حوزهٔ نیمکرهٔ غربی فعالیت می‌کرده.
- ادارهٔ سوم مسئولیت کسب اطلاعات از آسیا را به عهده داشته‌است.
- ادارهٔ چهارم وظیفهٔ کسب و جمع‌آوری اطلاعات در خاورمیانه و آفریقا را به دوش کشیده‌است.
- ادارهٔ پنجم مسئول اطلاعات عملیات‌های نظامی مانند عملیات‌های اطلاعاتی- نظامی نیروی دریایی و هوایی را به عهده داشته‌است.
- ادارهٔ ششم مسئول شنود الکترونیک و اطلاعات فضایی بوده‌است. این اداره از بیش از ۲۰ نوع هواپیمای مختلف، ناوگانی متشکل از ۶۰ کشتی‌های ردیاب و جاسوسی، ماهواره‌ها و ایستگاه‌های زمینی برای شنود الکترونیک و جمع‌آوری اطلاعات بهره می‌برده. در مجموعْ گ. ئو به همراه آژانس فدرال ارتباطات و اطلاعات، تأسیسات شنود الکترونیک را در بیش از ۶۰ کشور دنیا، تحت پوشش دیپلماتیک اداره کرده اند/می‌کنند. همچنین این آژانس‌ها به جمع‌آوری اطلاعات در جماهیر سابق شوروی از طریق ایستگاه‌های زمینی مشغول‌اند/بوده‌اند.
- ادارهٔ هفتم مسئول تحقیق و کسب اطلاعات دربارهٔ ناتو بوده‌است.
- ادارهٔ هشتم وظیفهٔ تمرکز بر روی امور و اهداف ویژه را داشته‌است.
- ادارهٔ نهم بر روی فناوری‌های نظامی تمرکز داشته‌است.
- ادارهٔ دهم مسئولیت برنامه‌ریزی اقتصادی در زمان جنگ (اقتصاد جنگ) را به عهده داشته‌است.
- ادارهٔ یازدهم با تمرکز بر روی راهبردها و دکترین‌های نظامی به انجام وظیفه می‌پرداخته‌است.
- ادارهٔ دواردهم بر روی جنگ اطلاعاتی تمرکز داشته.

### ساختار سازمان در ۲۰۲۰
مرکز تحقیقات کنگرهی ایالات متحده با بهره‌گیری از متخصصان و کارشناسان، ساختار سازمانی اداره کل اطلاعات را بصورت زیر شرح داده‌است. ناگفته نماند مرکز تحقیقات کنگره همچنین تصدیق کرده که ساختار واقعی سازمان، «یک راز کاملاً محافظت‌شده» است.
۴ ادارهٔ منطقه‌ای (جغرافیایی)
- ادارهٔ اول: اتحادیه اروپا
- ادارهٔ دوم: آمریکای جنوبی و شمالی و کشورهای پادشاهی متحد (بریتانیا)، استرالیا و نیوزیلند
- ادارهٔ سوم: آسیا
- ادارهٔ چهارم: آفریقا

۱۱ ادارهٔ مأموریت ویژه
- ادارهٔ پنجم: عملیات اطلاعاتی
- ادارهٔ ششم: شنود الکترونیک
- ادارهٔ هفتم: ناتو
- ادارهٔ هشتم: نیروهای ویژه (اسپتسناز)
- ادارهٔ نهم: فناوری نظامی
- ادارهٔ دهم: اقتصاد نظامی (اقتصاد جنگ)
- ادارهٔ یازدهم: دکترین‌های نظامی
- ادارهٔ دوازدهم: جنگ اطلاعاتی
- ادارهٔ سیزدهم: اطلاعات فضایی
- ادارهٔ چهاردم: امور فنی و عملیاتی
- ادارهٔ پانزدهم: امور بین‌الملل (جاسوسی تحت پوشش دیپلماتیک)

## مقیمان غیرقانونی
بنابر گزارش رویترز، مطابق برآورد کشورهای غربی در پاییز سال ۲۰۱۸، گ. ئو یک برنامهٔ بلندمدت برای هدایت و راهبری مقیمین غیرقانونی در کشورهای مختلف را در دست اجرا دارد. این برآورد می‌گوید:”[اداره کل اطلاعات] نقش بسیار مهمی را در پیشرفت‌های روسیه در حوزه فناوری (جنگ اطلاعاتی) بازی می‌کند. این سازمان، یک ارگان تهاجمی بوده که به خوبی [در زمینهٔ مالی] تأمین می‌شود و حمایت مستقیم رئیس‌جمهور روسیه را دارد. پوتین به سازمان آزادی عمل داده و در زمینهٔ نظارت قانونی از خود ملایمت نشان داده و بر آن سخت نمی‌گیرد. ”
در ادبیات اطلاعاتی روسیه، مقیمان غیرقانونی به افرادی گفته می‌شود که تحت هویت‌های جعلی به جمع‌آوری اطلاعات در کشورهای خارجی مشغول‌اند. این اشخاص برخلاف دیگر مأموران اطلاعاتی که در کشور هدف دارای پوشش دیپلماتیک هستند، هیچ گونه پوشش غیرعادی یا دیپلماتیک نداشته و سال‌ها در آن کشور مانند دیگر مردمان عادی به کار و زندگی مشغول بوده‌اند. مقیمان غیرقانونی قبل از اعزام به کشور مورد نظر تحت آموزش‌های اطلاعاتی قرار می‌گیرند. از این رو شناسایی آنها برای دستگاه‌های اطلاعاتی دیگر کشورها همواره یک چالش به‌شمار می‌رود.
ایالات متحده ادعا می‌کند که اداره کل اطلاعات نیز همانند سرویس اطلاعات خارجی، هم از مقیمان قانونی (مأموران اطلاعاتی که تحت پوشش دیپلماتیک- در نقش کارمند سفارت- فعالیت می‌کنند) و هم از مقیمان غیرقانونی برای جاسوسی بهره می‌برد.

## نیروهای ویژه
نیروهای ویژهٔ اداره کل اطلاعات که با نام اسپتسناز شناخته می‌شوند، در سال ۱۹۴۹ پایه‌گذاری شد. در پی فروپاشی اتحاد جماهیر سوسیالیستی شوروی در ۱۹۹۱، اسپتسناز دست نخورده باقی ماند و تا سال ۲۰۱۰ تحت فرماندهی اداره کل اطلاعات فعالیت می‌کرد. در ۲۰۱۰ به دیگر سازمان‌های اطلاعاتی واگذار شد تا اینکه در سال ۲۰۱۳ مجدداً تحت فرماندهی اداره کل اطلاعات درآمد.
برای مطالعهٔ بیشتر دربارهٔ فعالیت‌های نیروی ویژهٔ ستاد کل نیروهای مسلح فدراسیون روسیه (اسپتسناز) به دو لینک زیر مراجعه کنید.
- نیروهای ویژه روسیه (FAS)
- نیروهای ویژه روسیه (ENG)

## آموزش
اداره کل اطلاعات دو نوع آموزش را ارائه می‌دهد:
- «افسران» گ. ئو در آکادمی نظامی وزرات دفاع آموزش می‌بینند.
- «ماموران اطلاعاتی» این سازمان علاوه بر آموزش در آکادمی نظامی وزارت دفاع، در مدرسه عالی نظامی رادیوالکترونیک، آموزش‌های بیشتری می‌بینند.

## فعالیت‌ها در سطح جهان

### ایران
این بخش به زودی تکمیل می‌گردد.

## مدیران
رئیس اداره کل اطلاعات نظامی روسیه از بین افسران نظامی انتخاب می‌شود. وی مشاور ارشد وزیر دفاع و رئیس ستاد مشترک نیروهای مسلح در زمینهٔ اطلاعات نظامی است و در حالت عادی به این دو شخص گزارش می‌دهد اما در شرایط خاص و در صورت دستور رئیس‌جمهور می‌بایست به او نیز پاسخگو باشد. در حال حاضر ایگور کوستیوکوف، ژنرال نیروی دریایی روسیه، رئیس این سازمان اطلاعاتی است. وی پس از مرگ ایگور کروبوف در سال ۲۰۱۸ به این سمت منصوب شد.
| شماره | رئیس                | مدت ریاست                 | رئیس‌جمهور                                    |
| ----- | ------------------- | ------------------------- | -------------------------------------------- |
| ۱     | یِوگِنی تیموخین       | نوامبر ۱۹۹۱ - اوت ۱۹۹۲    | بوریس یلتسین                                 |
| ۲     | فیودور لادیگین      | اوت ۱۹۹۲ - مه ۱۹۹۷        | بوریس یلتسین                                 |
| ۳     | والنتین کورابِلینکوف | مه ۱۹۹۷ - آوریل ۲۰۰۹      | بوریس یلتسین - ولادیمیر پوتین - دمیتری مدودف |
| ۴     | الکساندر شلیاختوروف | آوریل ۲۰۰۹ - دسامبر ۲۰۱۱  | دمیتری مدودف                                 |
| ۵     | ایگور سرگون         | دسامبر ۲۰۱۱ - ژانویه ۲۰۱۶ | دمیتری مدودف - ولادیمیر پوتین                |
| ۶     | ایگور کروبوف        | فوریه ۲۰۱۶ - نوامبر ۲۰۱۸  | ولادیمیر پوتین                               |
| ۷     | ایگور کوستیوکوف     | نوامبر ۲۰۱۸ تا کنون       | ولادیمیر پوتین                               |

## تصاویر

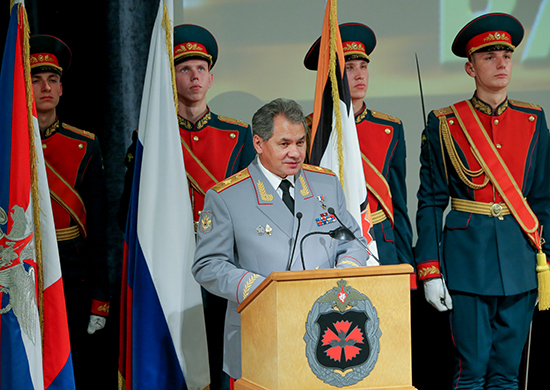
سخنرانی سرگئی سرگئی شویگو وزیر در سالروز بزرگداشت اطلاعات نظامی

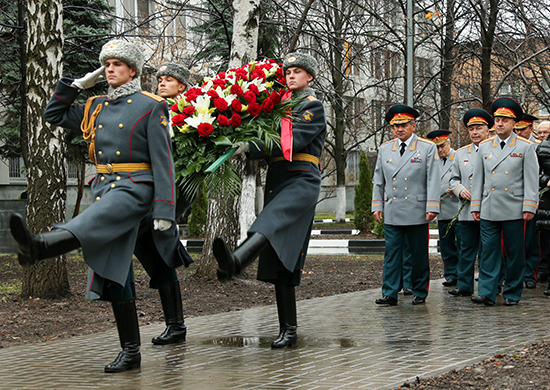
تقدیم تاج گل به مأموران پیشین اداره کل اطلاعات

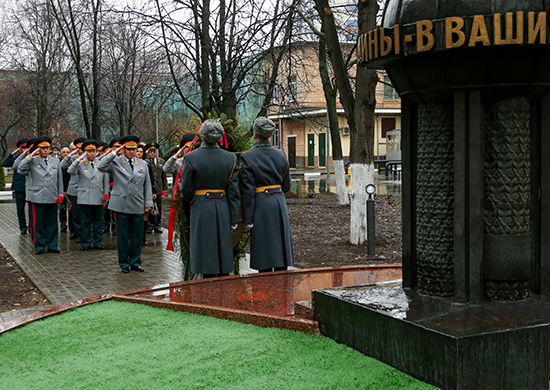
ادای احترام به بنای یادبود اداره کل اطلاعات

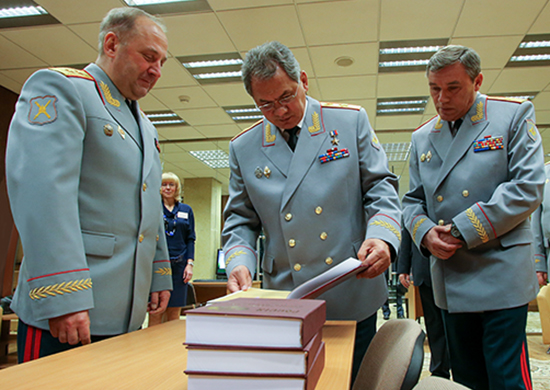
ایگور سرگون، پنجمین رئیس اداره کل اطلاعات (نفر اول از سمت چپ) به همراه سرگئی شویگو (نفر وسط) و والری والری گراسیموف (نفر اول از سمت راست)